# 197192 Kazinczy
197192 Kazinczy este o planetă minoră (asteroid) din centura de asteroizi. A fost descoperită pe 5 noiembrie 2003 la Piszkéstetői Obszervatórium⁠(d) de Krisztián Sárneczky⁠(d) și a fost numită după Ferenc Kazinczy. 
Obiectul prezintă o orbită caracterizată de o semiaxă mare de 3,0684565437385 UAi, o excentricitate de 0,094958756972635, o înclinație de 10,700237568733 ° în raport cu ecliptica.